# Öja (eiland)
Öja is een Zweeds eiland dat deel uitmaakt van de Scherenkust van Stockholm. Het ligt ten zuiden van het eiland Torö in het landschap Södermanland en de provincie Stockholms län.
Het eiland heeft een breedte van ongeveer 560 meter en een lengte van 4,2 kilometer, met een oppervlakte van ongeveer 2,2 km². Het noorden van het eiland is grotendeels bos, in het zuiden ligt het dorp Landsort. Op de zuidelijke punt ligt de gelijknamige vuurtoren: de oudste Zweedse vuurtoren die nog steeds in gebruik is. De Nederlandse zakenman Johan van der Hagen liet hem in 1658 bouwen. De Zweedse reddingsdienst Sjöräddningssällskapet is altijd met ten minste een boot in de haven van Landsort gestationeerd. Van oudsher werkten de meeste eilandbewoners als loods voor de commerciële scheepvaart in de wateren voor de kust van Nynäshamn en Stockholm.
In Bredmar, net ten noorden van Landsort, ligt het Landsorts fågelstation (het Landsort vogelstation). Het vogeltrekstation begon in de jaren 1970 op het eiland; de vereniging die nu het station gebruikt werd pas in 1988 opgericht.
Op 24 km ten zuidoosten van dit eiland ligt het diepste punt van de Oostzee: de Landsortsdiepte.

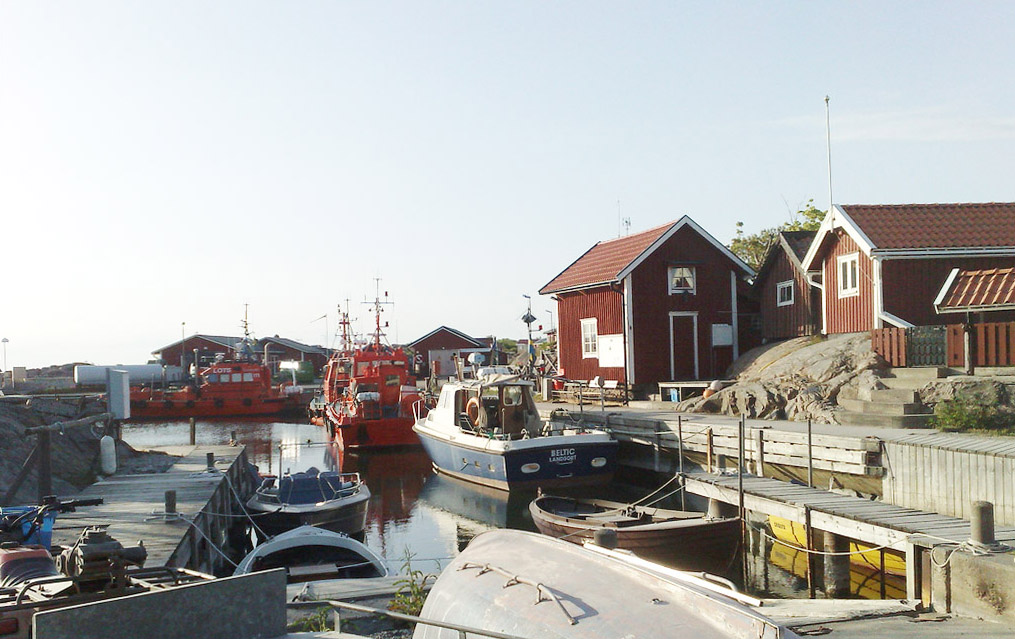
Loodshaven
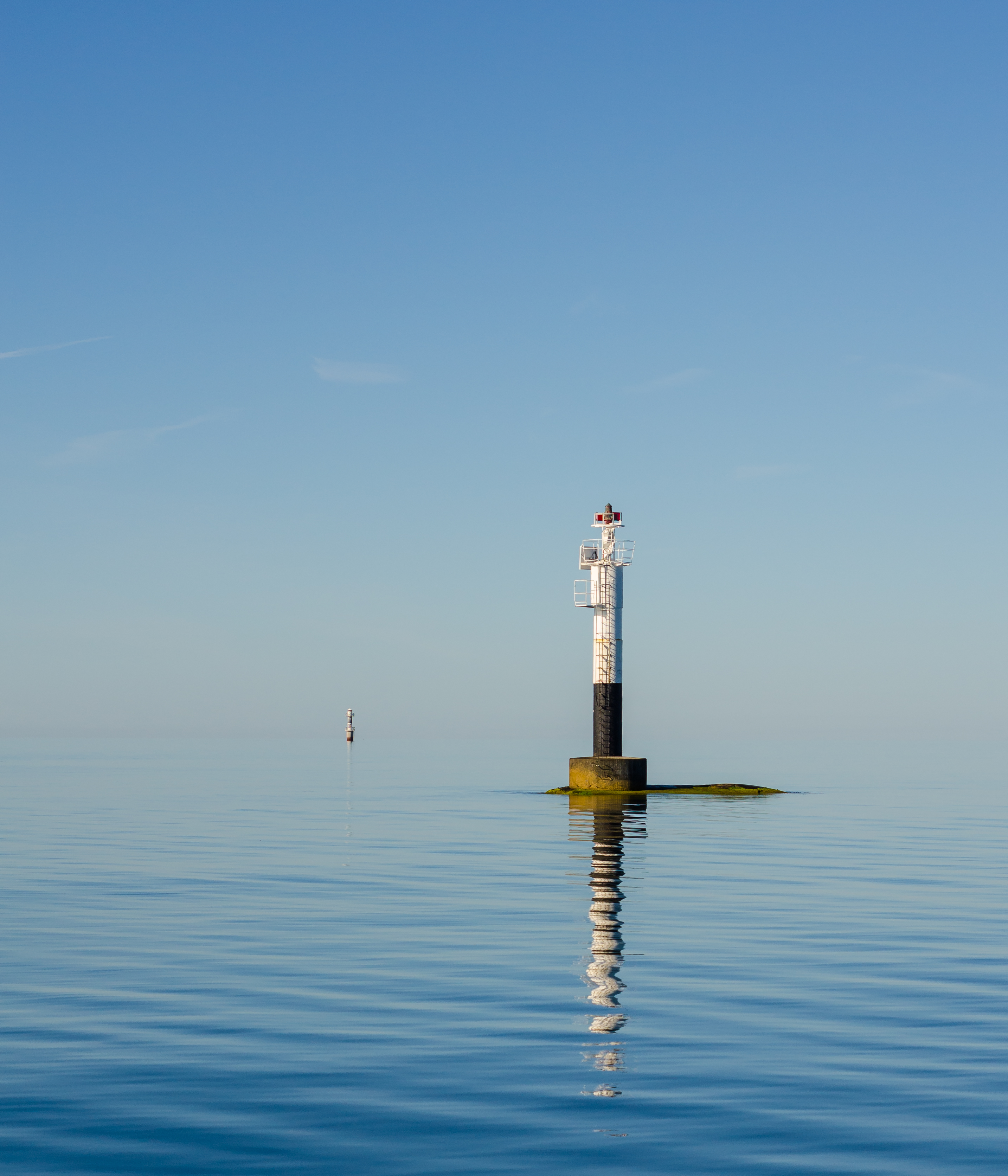
Vuurtoren Grisblänkan